# USS Sterlet (SS-392)
USS Sterlet (SS-392) là một  tàu ngầm lớp Balao được Hải quân Hoa Kỳ chế tạo trong Chiến tranh Thế giới thứ hai. Nó là chiếc tàu chiến duy nhất của Hải quân Hoa Kỳ được đặt cái tên này, theo tên cá tầm nhỏ. Nó đã phục vụ trong suốt Thế Chiến II, thực hiện được năm chuyến tuần tra, đánh chìm bốn tàu Nhật Bản với tổng tải trọng 15.803 tấn. Được cho ngừng hoạt động sau khi xung đột chấm dứt vào năm 1948, nó được huy động trở lại để tiếp tục phục vụ trong giai đoạn Chiến tranh Lạnh cho đến năm 1968. Con tàu cuối cùng bị đánh chìm như một mục tiêu vào năm 1969. Sterlet được tặng thưởng sáu Ngôi sao Chiến trận do thành tích phục vụ trong Thế Chiến II.

## Thiết kế và chế tạo
Thiết kế của lớp Balao được cải tiến dựa trên  tàu ngầm lớp Gato dẫn trước, là một kiểu tàu ngầm hạm đội có tốc độ trên mặt nước cao, tầm hoạt động xa và vũ khí mạnh để tháp tùng hạm đội chiến trận. Khác biệt chính so với lớp Gato là ở cấu trúc lườn chịu áp lực bên trong dày hơn, và sử dụng thép có độ đàn hồi cao (HTS: High-Tensile Steel), cho phép lặn sâu hơn đến 400 ft (120 m). Con tàu dài 311 ft 9 in (95,02 m) và có trọng lượng choán nước 1.526 tấn Anh (1.550 t) khi nổi và 2.424 tấn Anh (2.463 t) khi lặn. Chúng trang bị động cơ diesel dẫn động máy phát điện để cung cấp điện năng cho bốn động cơ điện, đạt được công suất 5.400 shp (4.000 kW) khi nổi và 2.740 shp (2.040 kW) khi lặn, cho phép đạt tốc độ tối đa 20,25 hải lý trên giờ (37,50 km/h) và 8,75 hải lý trên giờ (16,21 km/h) tương ứng. Tầm xa hoạt động là 11.000 hải lý (20.000 km) khi đi trên mặt nước ở tốc độ 10 hải lý trên giờ (19 km/h) và có thể hoạt động kéo dài đến 75 ngày.
Tương tự như lớp Gato dẫn trước, lớp Balao được trang bị mười ống phóng ngư lôi 21 in (530 mm), gồm sáu ống trước mũi và bốn ống phía phía đuôi tàu, chúng mang theo tối đa 24 quả ngư lôi. Vũ khí trên boong tàu gồm một hải pháo 4 inch/50 caliber, một khẩu pháo phòng không Bofors 40 mm nòng đơn và một khẩu đội Oerlikon 20 mm nòng đôi, kèm theo hai súng máy .50 caliber. Trên tháp chỉ huy, ngoài hai kính tiềm vọng, nó còn trang bị ăn-ten radar SD phòng không và SJ dò tìm mặt biển. Tiện nghi cho thủy thủ đoàn bao gồm điều hòa không khí, thực phẩm trữ lạnh, máy lọc nước, máy giặt và giường ngủ cho hầu hết mọi người, giúp họ chịu đựng cái nóng nhiệt đới tại Thái Bình Dương cùng những chuyến tuần tra kéo dài đến hai tháng rưỡi.
Sterlet được đặt lườn tại Xưởng hải quân Portsmouth ở Kittery, Maine vào ngày 14 tháng 7, 1943. Nó được hạ thủy vào ngày 27 tháng 10, 1943, trong lần đầu tiên ba tàu được hạ thủy cùng một lúc trong lịch sử đóng tàu ngầm, và được đỡ đầu bởi bà Charles A. Plumley. Con tàu được cho nhập biên chế cùng Hải quân Hoa Kỳ vào ngày 4 tháng 3, 1944 dưới quyền chỉ huy của Hạm trưởng, Trung tá Hải quân Orme Campbell Robbins.

## Lịch sử hoạt động

### 1944
Sau khi hoàn tất việc chạy thử máy và huấn luyện tại vùng bờ Đông Hoa Kỳ, Sterlet khởi hành từ Key West , Florida, vào ngày 1 tháng 5, 1944 để hướng sang khu vực Thái Bình Dương ngang qua kênh đào Panama. Đi đến Trân Châu Cảng vào ngày 13 tháng 6, 1944, nó tiếp tục được huấn luyện bổ sung.

#### Chuyến tuần tra thứ nhất
Trong chuyến tuần tra đầu tiên trong chiến tranh từ ngày 4 tháng 7 đến ngày 26 tháng 8, Sterlet hoạt động tại vùng biển quần đảo Bonin. Vào ngày 8 tháng 8, 1944, ở vùng biển ngoài khơi Honshu, nó đã phóng ngư lôi đánh chìm tàu quét mìn Tama Maru số 6 (275 tấn) về phía Tây Chichi Jima, tại tọa độ 28°11′B 141°06′Đ / 28,183°B 141,1°Đ. Nó kết thúc chuyến tuần tra tại căn cứ Midway, ở lại đây trong ba tuần để nghỉ ngơi và tiếp liệu.

#### Chuyến tuần tra thứ hai
Khởi hành từ Midway từ ngày 18 tháng 9 cho chuyến tuần tra thứ hai tại khu vực quần đảo Ryūkyū, Sterlet đánh chìm một tàu đánh cá nhỏ vào ngày 9 tháng 10,, và sau đó cứu vớt sáu phi công bị bắn rơi ngoài khơi Okinawa. Đến ngày 18 tháng 10, nó tìm cách tiếp cận để tấn công một trong số sáu tàu khu trục đang hộ tống ba tàu tuần dương, nhưng nỗ lực bất thành. Hai ngày sau đó, nó phóng một loạt ba quả ngư lôi nhắm vào một tàu chở hàng Nhật, nhưng tất cả đều bị trượt.
Sterlet tiếp cận một đoàn tàu vận tải vào sáng sớm ngày 25 tháng 10, phóng một loạt bốn quả ngư lôi nhưng tất cả đều bị trượt. Ngay sau đó lúc 04 giờ 35 phút, nó áp sát một đoàn tàu vận tải khác, nhưng lần này bốn trong số sáu quả ngư lôi phóng ra đã trúng đích, đánh chìm tàu chở dầu Jinei Maru (10.500 tấn) tại tọa độ 30°15′B 129°45′Đ / 30,25°B 129,75°Đ. Trong thời gian còn lại, nó phải lẫn tránh đòn phản công của các tàu hộ tống. Đêm đó, nó để cho một tàu bệnh viện di chuyển an toàn. Chiếc tàu ngầm lại tấn công một tàu hàng nhỏ trong ngày 29 tháng 10, nhưng phải trồi lên mặt nước để phá hủy mục tiêu bằng hải pháo. Hai ngày sau đó, lúc 01 giờ 00, nó tìm tấy tàu chở dầu Takane Maru (10.021 tấn) chết đứng giữa biển vì hư hại sau đợt tấn công của các tàu ngầm Trigger (SS-237) và Salmon (SS-182) vào ngày hôm trước. Sterlet kết liễu Takane Maru với loạt sáu quả ngư lôi, khiến chiếc tàu chở dầu đắm tại tọa độ 30°09′B 132°45′Đ / 30,15°B 132,75°Đ. Sau đó nó cùng Trigger hộ tống cho Salmon bị hư hại quay trở về căn cứ Saipan.
Chiếc tàu ngầm rời Saipan vào ngày 10 tháng 11 cùng sáu tàu ngầm khác trong thành phần một đội tấn công phối hợp ("Bầy sói"). Trong đêm 15 tháng 11, nó cùng Trigger và Silversides (SS-236) đấu hải pháo với một tàu săn ngầm đối phương. Tiêu phí hết số đạn pháo 5 in (130 mm) mang theo, nó buộc phải tiêu diệt mục tiêu bằng ngư lôi vào sáng sớm hôm sau. Nó kết thúc chuyến tuần tra khi quay trở về Trân Châu Cảng vào ngày 30 tháng 11.

### 1945

#### Chuyến tuần tra thứ ba
Sau khi được bảo trì trong hai tháng, Sterlet lên đường cho chuyến tuần tra thứ ba vào ngày 25 tháng 1, 1945. Nó hoạt động tại vùng biển ngoài khơi đảo Honshū, đặc biệt là khu vực vịnh Tokyo, nơi nó phục vụ tìm kiếm và giải cứu hỗ trợ hoạt động không kích của tàu sân bay Đệ Ngũ hạm đội xuống vùng Tokyo. Nó cũng hoạt động trinh sát hạm đội Nhật Bản và phối hợp cùng một "Bầy sói" vốn còn bao gồm các tàu ngầm Piper (SS-409), Pomfret (SS-391), Bowfin (SS-287) và Trepang (SS-412). Vào ngày 1 tháng 3, nó phóng ngư lôi đánh chìm tàu chở hàng Tateyama Maru (1.148 tấn) ở vị trí về phía Nam Honshu, tại tọa độ 34°11′B 139°43′Đ / 34,183°B 139,717°Đ. Đến ngày 5 tháng 3, nó tiếp tục đánh chìm một tàu chở hàng và một tàu chở dầu, nhưng tài liệu thu được của Nhật Bản sau chiến tranh không thể xác nhận chiến công này. Nó kết thúc chuyến tuần tra khi quay trở về Midway vào ngày 4 tháng 4.

#### Chuyến tuần tra thứ tư
Trong chuyến tuần tra thứ tư từ ngày 29 tháng 4 đến ngày 10 tháng 6, Sterlet hướng lên phía Bắc Nhật Bản để hoạt động trong khu vực quần đảo Kuril và biển Okhotsk. Vì khu vực này tiếp giáp lãnh thổ Liên Xô và cảng Vladivostok, nhiệm vụ của nó phức tạp do cần nhận dạng tàu bè để không bắn nhầm vào tàu Xô Viết, vốn còn đang giữ vị thế trung lập tại Thái Bình Dương, và lại là một đồng minh của Hoa Kỳ tại Châu Âu. Phía Nhật Bản cũng tận dụng điều này khi họ ngụy trang tàu bè của họ như một tàu Liên Xô.
Vào xế trưa ngày 29 tháng 5, trong biển Okhotsk về phía Đông đảo Sakhalin, Sterlet bắt gặp hai tàu buôn được ba tàu frigate tuần tra hộ tống, nó tiếp cận lúc 16 giờ 41 phút, nhưng không bắt kịp mục tiêu do chúng đổi hướng. Nó phát hiện một đoàn tàu vận tải khác lúc 18 giờ 22 phút, và đến 21 giờ 53 phút chiếc tàu ngầm tấn công với một loạt sáu quả ngư lôi nhắm vào hai tàu buôn, đánh trúng hai quả vào mỗi mục tiêu. Chiếc Tenryo Maru (2.231 tấn) đắm không lâu sau khi bị đánh trúng, tại tọa độ 46°36′B 144°22′Đ / 46,6°B 144,367°Đ; 773 binh lính, 26 pháo thủ cùng 83 thủy thủ đã thiệt mạng cùng con tàu. Tàu buôn thứ hai, chiếc Kuretake Maru (1.924 tấn) cầm cự được cho đến 06 giờ 00 ngày hôm sau, khi nó đắm tại cùng tọa độ 46°36′B 144°22′Đ / 46,6°B 144,367°Đ; 272 binh lính cùng sáu thủy thủ đã thiệt mạng cùng con tàu. Chiếc tàu ngầm tiếp tục đối đầu với các tàu hộ tống, bị đối phương nả pháo và thả mìn sâu tấn công; nó bắn trả với 11 quả ngư lôi được phóng ra nhưng không có kết quả. Sau đó nó còn đụng độ với một tàu buôn vũ trang Q-ship được hộ tống, phóng sáu quả ngư lôi vào mục tiêu và bị đối thủ truy đuổi. Nó thoát được và kết thúc chuyến tuần tra khi quay trở về Midway vào ngày 10 tháng 6.

#### Chuyến tuần tra thứ năm
Xuất phát từ Midway vào ngày 5 tháng 7 cho chuyến tuần tra cuối cùng trong chiến tranh, Sterlet hướng đến khu vực ngoài khơi các eo biển Kii và Bungo. Chiếc tàu ngầm dành phần lớn thời gian trong chuyến này cho nhiệm vụ tìm kiếm và giải cứu, hỗ trợ các phi vụ không kích của máy bay tàu sân bay hải quân và máy bay ném bom B-29 Superfortress Không lực. Nó đã cứu vớt một phi công New Zealand và một phi công Anh gần eo biển Kii giữa đảo Shikoku và Honshu. Ngoài ra nó còn tham gia bắn phá kho dầu và nhà máy điện gần Shingū, Honshū. Sau khi Nhật Bản chấp nhận đầu hàng vào ngày 15 tháng 8, giúp chấm dứt vĩnh viễn cuộc xung đột, nó quay trở về Midway vào ngày 23 tháng 8. Con tàu lên đường quay trở về Hoa Kỳ vào ngày 6 tháng 9, và về đến San Diego mười ngày sau đó.

### 1946 - 1948
Chuyển đến San Francisco, California, vào ngày 13 tháng 11, 1945, Sterlet rời vùng bờ Tây vào ngày 26 tháng 2, 1946 để đi sang khu vực Tây Thái Bình Dương. Sau các chặng dừng tại Trân Châu Cảng, Guam và vịnh Subic, nó đi đến Thanh Đảo, Trung Quốc vào ngày 20 tháng 4. Nó hoạt động tại khu vực biển Hoàng Hải cho đến tháng 5, biểu dương lực lượng dọc bờ biển phía Bắc Trung Quốc, trải qua mười ngày tại Thượng Hải trong tháng 6 trước khi quay trở về Trân Châu Cảng, về đến Oahu vào ngày  22 tháng 6.
Sau các hoạt động tại chỗ tại vùng biển Hawaii, Sterlet lên đường vào ngày 15 tháng 11, 1947 cho một chuyến đi khác sang khu vực Tây Thái Bình Dương, đi đến Brisbane, Australia vào ngày 1 tháng 12. Nó lên đường năm ngày sau đó, đi đến Guam vào ngày 14 tháng 12. Nó tiếp tục hành trình vào ngày 2 tháng 1, 1948, có chặng dừng tại từ ngày 6 đến ngày 10 tháng 1 trước khi đi đến căn cứ Sasebo vào ngày 12 tháng 1. Chiếc tàu ngầm hoạt động từ các cảng Sasebo và Yokosuka cho đến ngày 28 tháng 1, khi nó lên đường quay trở về Hoa Kỳ, ghé qua Midway và Trân Châu Cảng trước khi về đến San Francisco vào ngày 30 tháng 4. Vào ngày hôm sau, nó gia nhập Hạm đội Dự bị Thái Bình Dương, rồi được cho xuất biên chế vào ngày 18 tháng 9, 1948 và neo đậu tại Xưởng hải quân Mare Island.

### 1950 - 1968
Không đầy hai năm trong thành phần dự bị, Sterlet được cho hoạt động trở lại vào ngày 7 tháng 8, 1950 và nhập biên chế tại Mare Island vào ngày 26 tháng 8, 1950. Nó đi đến San Diego vào ngày 25 tháng 9 và hoạt động huấn luyện trong một tháng, rồi chuyển đến Long Beach, California vào tháng 12. Chiếc tàu ngầm hoạt động thường lệ tại vùng bờ Tây cho đến tháng 1, 1953, khi nó được phái sang Viễn Đông để tham gia tập trận chống tàu ngầm, đồng thời viếng thăm Chichi Jima, Atami, và vịnh Buckner, Okinawa. Nó cũng trinh sát hình ảnh đảo Marcus trước khi quay trở về San Diego vào ngày 23 tháng 6.
Vào tháng 8, 1954, Sterlet hoán đổi thủy thủ đoàn và cảng nhà với tàu ngầm Besugo (SS-321), rồi trình diện để phục vụ cùng Hải đội Tàu ngầm 1 tại Trân Châu Cảng vào ngày 13 tháng 9. Trong giai đoạn từ năm 1954 đến năm 1968, chiếc tàu ngầm đã chín lần được phái sang phục vụ cùng Đệ Thất hạm đội tại khu vực Tây Thái Bình Dương, mỗi lượt thường kéo dài khoảng sáu tháng. Nó tham gia các đợt huấn luyện và tập trận, cùng viếng thăm nhiều cảng tại Viễn Đông, đặc biệt là các cảng Nhật Bản, Trung Quốc, Đài Loan và một số đảo tại khu vực Trung tâm Thái Bình Dương.
Quay trở về sau chuyến đi cuối cùng vào mùa Hè năm 1968, Sterlet được xem là không còn phù hợp để tiếp tục phục vụ. Nó được cho xuất biên chế vào ngày 30 tháng 9, 1968, và rút tên khỏi danh sách Đăng bạ Hải quân vào ngày hôm sau. Con tàu bị đánh chìm như mục tiêu thực hành cho tàu ngầm hạt nhân USS Sargo (SSN-583) vào ngày 31 tháng 1, 1969.

## Phần thưởng
Sterlet được tặng thưởng sáu Ngôi sao Chiến trận do thành tích phục vụ trong Thế Chiến II. Nó được ghi công đã đánh chìm bốn tàu Nhật Bản với tổng tải trọng 15.803 tấn.
|  |                           |  |
|  | Silver star · Bronze star |  |

| Dãi băng Hoạt động Tác chiến  |                                                                         |                                      |
| Huân chương Chiến dịch Hoa Kỳ | Huân chương Chiến dịch Châu Á-Thái Bình Dương với 6 Ngôi sao Chiến trận | Huân chương Chiến thắng Thế Chiến II |